# Ljevica u Europskom parlamentu – GUE/NGL
Ljevica u Europskom parlamentu – GUE/NGL politička je skupina Europskog parlamenta osnovana 1995. godine a čine je članovi ljevice i krajnje ljevice. Do siječnja 2021. službeni joj je naziv bio Europska ujedinjena ljevica – Nordijska zelena ljevica (francuski: Gauche unitaire européenne/Gauche verte nordique, GUE/NGL).
Skupinu čine političke stranke socijalističke i komunističke političke orijentacije.

## Povijest
Proširenjem Europske unije 1995. skupina stranaka lijeve političke orijentacije osnovalo je skupinu Nordijska zelena ljevica. Nordijska zelena ljevica (NGL) spojila se s konfederalnom skupinom Europske ujedinjene ljevice (GUE) 6. siječnja 1995., formirajući konfederalnu skupinu Europske ujedinjene ljevice – Nordijske zelene ljevice. Sufiks NGL dodan je nazivu proširene skupine na inzistiranje švedskih i finskih zastupnika Europskog parlamenta. Skupinu su u početku činili zastupnici u Europskom parlamentu iz finskog Lijevog saveza, švedske Lijeve stranke, danske Socijalističke narodne partije, Ujedinjene ljevice Španjolske (uključujući Španjolsku komunističku partiju), grčkog Synaspismosa, Francuske komunističke partije, Portugalske komunističke partije, Grčke komunističke partije i Komunističke partije oporavka Italije.
Godine 1998. Ken Coates, protjerani europarlamentarac iz Britanske laburističke stranke i suosnivač Nezavisne radničke mreže, pridružio se skupini.
Njemačka stranka demokratskog socijalizma (PDS) i Grčki Demokratski socijalni pokret (DIKKI) pridružili su se 1999. godine kao punopravni članovi, dok je pet zastupnika izabrano s liste Francuskog trockističkog saveza LO - LCR. Iste godine jedan zastupnik Nizozemske socijalističke stranke postao je pridruženim članom.
Godine 2002. grupi su se pridružila i četiri europarlamentarca iz francuskog Pokreta građana i republikanaca, te jedan iz danskog Narodnog pokreta protiv EU.
Godine 2004. francuske trockističke stranke LO-LCR-a i DIKKI-a, kao i Francuski građanski i republikanski pokret, ušli su u spor s vodstvom skupine oko stranačkog ustava i nisu predložili vlastite kandidate. Skupini su se pridružili i europarlamentarci iz portugalskog Lijevog bloka, irskog Sinn Féina, Napredne Stranke radnog naroda Cipra i Komunističke partije Češke i Moravske. Danska socijalistička narodna stranka, članica Nordijske zelene ljevice, napustila je skupinu i pridružila e skupini Zeleni – Europski slobodni savez.
Godine 2009. godine iz talijanske Komunističke stranke za oporavak i finskog Lijevog saveza nije izabran nijedan eurozastupnik. Skupini su se pridružili i europarlamentarci iz Irske socijalističke stranke, Socijalističke partije Latvije i Francuske ljevice.
Godine 2013. skupini se pridružio i jedan europarlamentarac iz Hrvatskih laburista.
Godine 2014. eurozastupnici iz Irske socijalističke stranke, Latvijske socijalističke stranke i Hrvatske laburističke stranke nisu izabrani za novi saziv. Europarlamentarci iz španjolskog Podemosa, EH Bildu i nizozemske Stranke za prava životinja pridružili su se skupini, dok su europarlamentarci talijanske Komunističke partije oporavka i finskog lijevog saveza dobili dovoljno glasova i ponovo se pridružili skupini u novom sazivu. Komunistička partija Grčke, utemeljiteljica grupe, odlučila je napustiti skupinu i ostati nezavisna.
U 9. sazivu Europskog parlamenta 2019. nije izabran niti jedan eurozastupnik iz Francuske komunističke partije, danskog narodnog pokreta protiv EU-a, Nizozemske socijalističke stranke i iz talijanskih stranaka Ljevica i Komunistička partija oporavka. Skupini su se pridružili europarlamentarci iz francuske stranke La France insoumise, te Radničke stranke Belgije, njemačke stranke Zaštita životinja za zaštitu čovjekova okoliša, irskih neovisnih zastupnika 4 Change i danskog Saveza crveno-zelenih.

## Politički stavovi
Prema svojoj ustavnoj deklaraciji iz 1994. godine, skupina se protivi sadašnjoj političkoj strukturi Europske unije, ali je predana integraciji europskih država. Ta deklaracija postavlja tri cilja za izgradnju Europske unije na novim temeljima, a to su korjenita reforma institucija kako bi ih se učinilo potpuno demokratskim, napuštanje neoliberalne monetarističke politike za politiku zajedničkog razvoja i pravične suradnje i izlazak zemlja članica EU iz Sjevernoatlantskog saveza (NATO), te jačanje Organizacije za europsku sigurnost i suradnju (OESS).
Skupina jasno ne određuje način postizanja tih ciljeva, da li reformama ili revolucijom, prepuštajući svakoj stranci da odluči o načinu koji smatra najprikladnijim za postizanje ovih ciljeva. Skupina se istodobno pozicionirala i kao pripadnik europskih institucija, omogućujući joj da utječe na odluke donesene suodlučivanjem i kao vanjski faktor svojom spremnošću da izgradi drugačiju Europu ukidanjem Maastrichtskog ugovora.

## Organizacija
GUE/NGL je konfederalna skupina koju čine eurozastupnici nacionalnih stranaka izabranima za taj saziv. Te nacionalne stranke moraju dijeliti zajedničke političke ciljeve s grupom kako je navedeno u ustavnoj deklaraciji skupine. Ipak, nacionalne stranke, a ne skupina, zadržavaju kontrolu nad svojim zastupnicima u Europskom parlamentu, stoga skupina može biti podijeljena po određenim pitanjima.
Članovi skupine redovito se sastaju kako bi se pripremili za sastanke, raspravljali o politikama i glasali o rezolucijama. Grupa također objavljuje izvještaje o raznim temama.

### Stranke članice
Članovi Europskog parlamenta mogu biti punopravni ili pridruženi članovi.
- Punopravni članovi moraju prihvatiti ustavnu deklaraciju skupine.
- Pridruženi članovi to ne moraju učiniti u potpunosti, ali mogu sjediti s punopravnim članovima.

Nacionalne stranke mogu biti punopravni ili pridruženi članovi.
- Stranke s punopravnim članstvom moraju prihvatiti ustavnu deklaraciju skupine.
- Stranke s pridruženim članstvom ne moraju nužno imati svoje predstavnike u Parlamentu (primjerice, dvije francuske trockističke stranke koje nisu izabrane na Europskim izborima 2004. godine) i mogu biti iz država koje nisu dio Europske unije ili ne žele biti punopravne članice.

## Vanjske poveznice
- Službene mrežne stranice Ljevice u Europskom parlamentu – GUE/NGL, pristupljeno 15. svibnja 2021.